# Paul Martens
Paul Martens (født 26. oktober 1983) er en tidligere tysk professionel cykelrytter.